# ヤコブの井戸 (テキサス州)

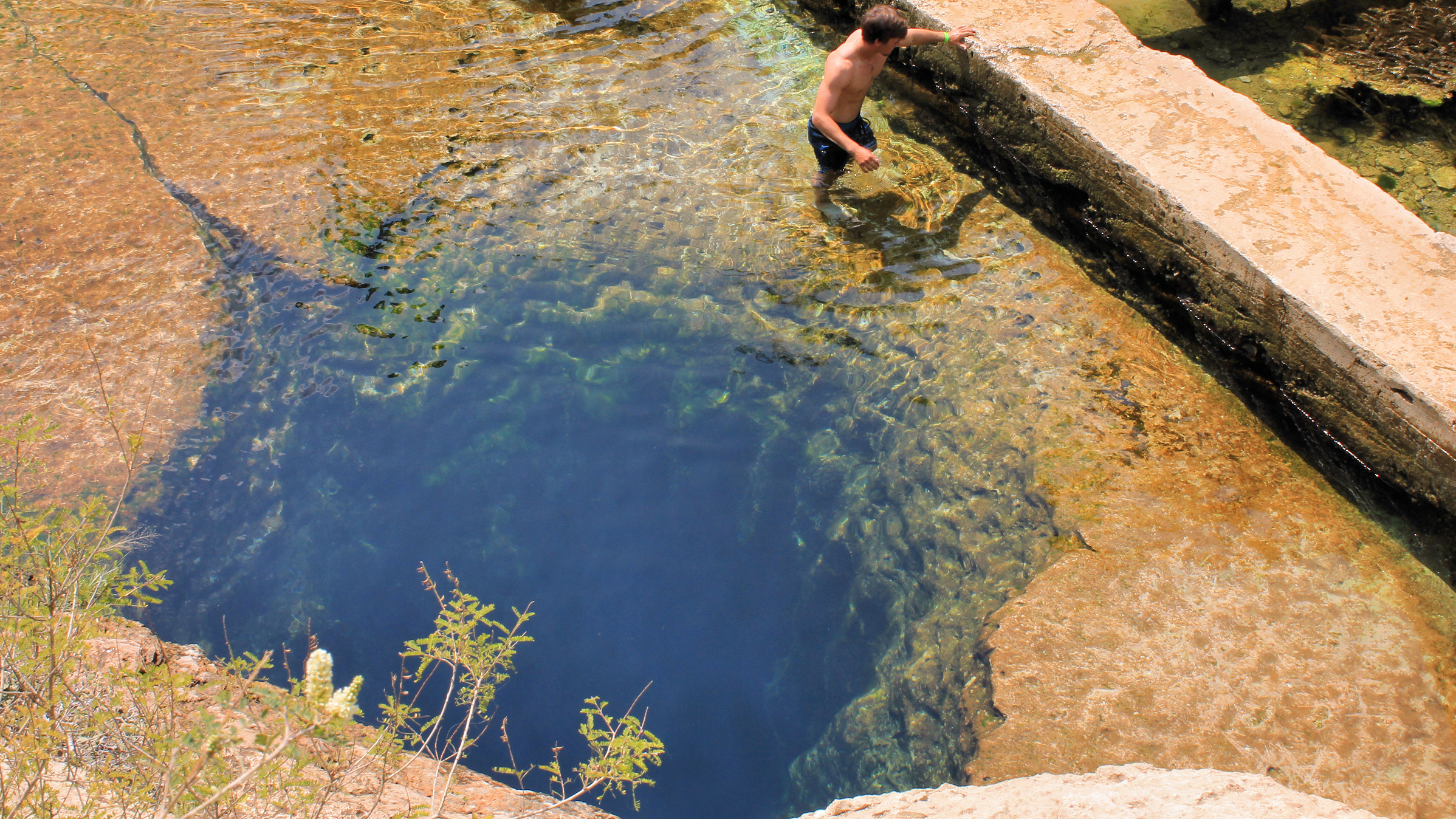
川底に口を開けるヤコブの井戸

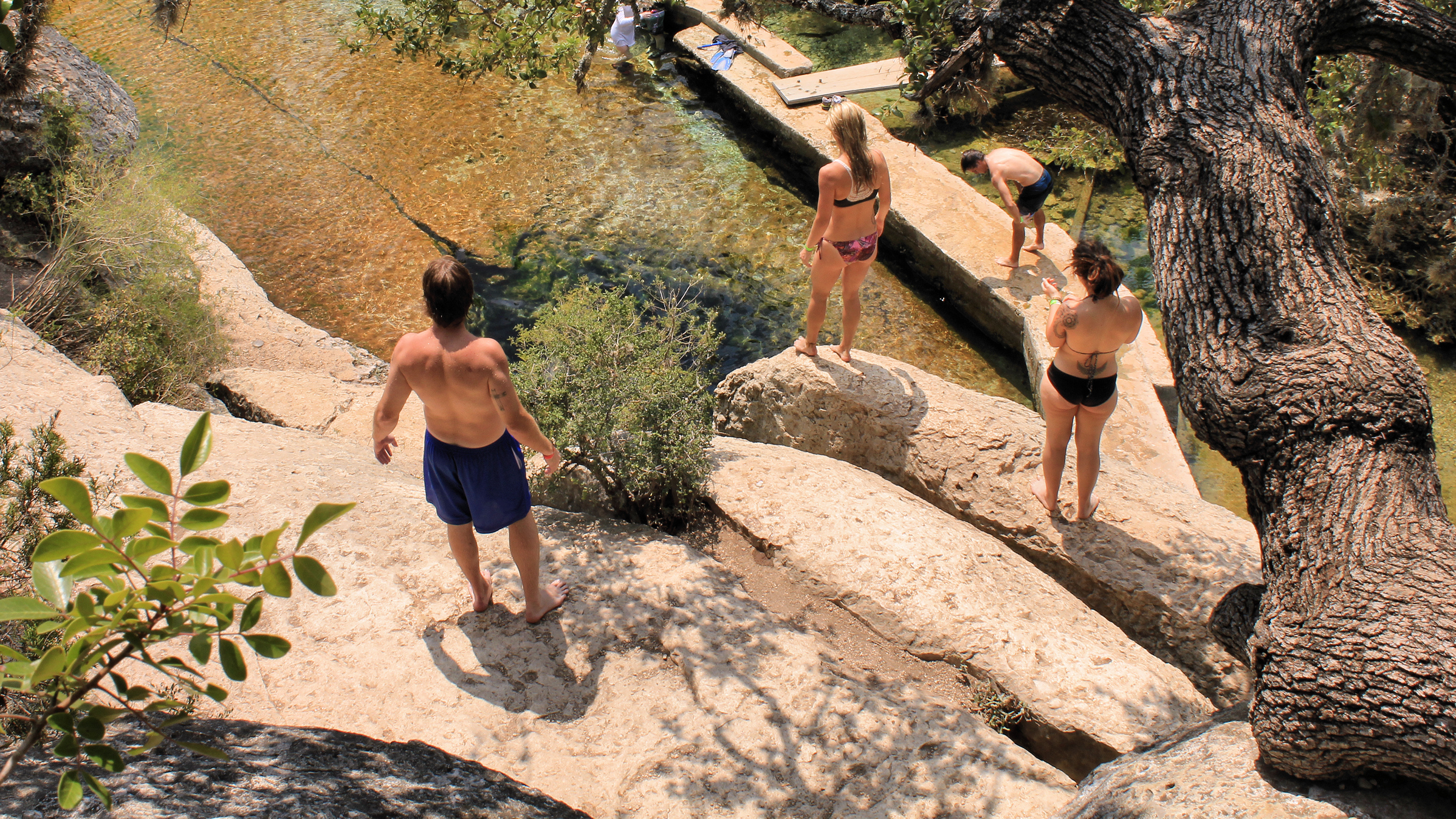
岩場から飛び込もうとする観光客

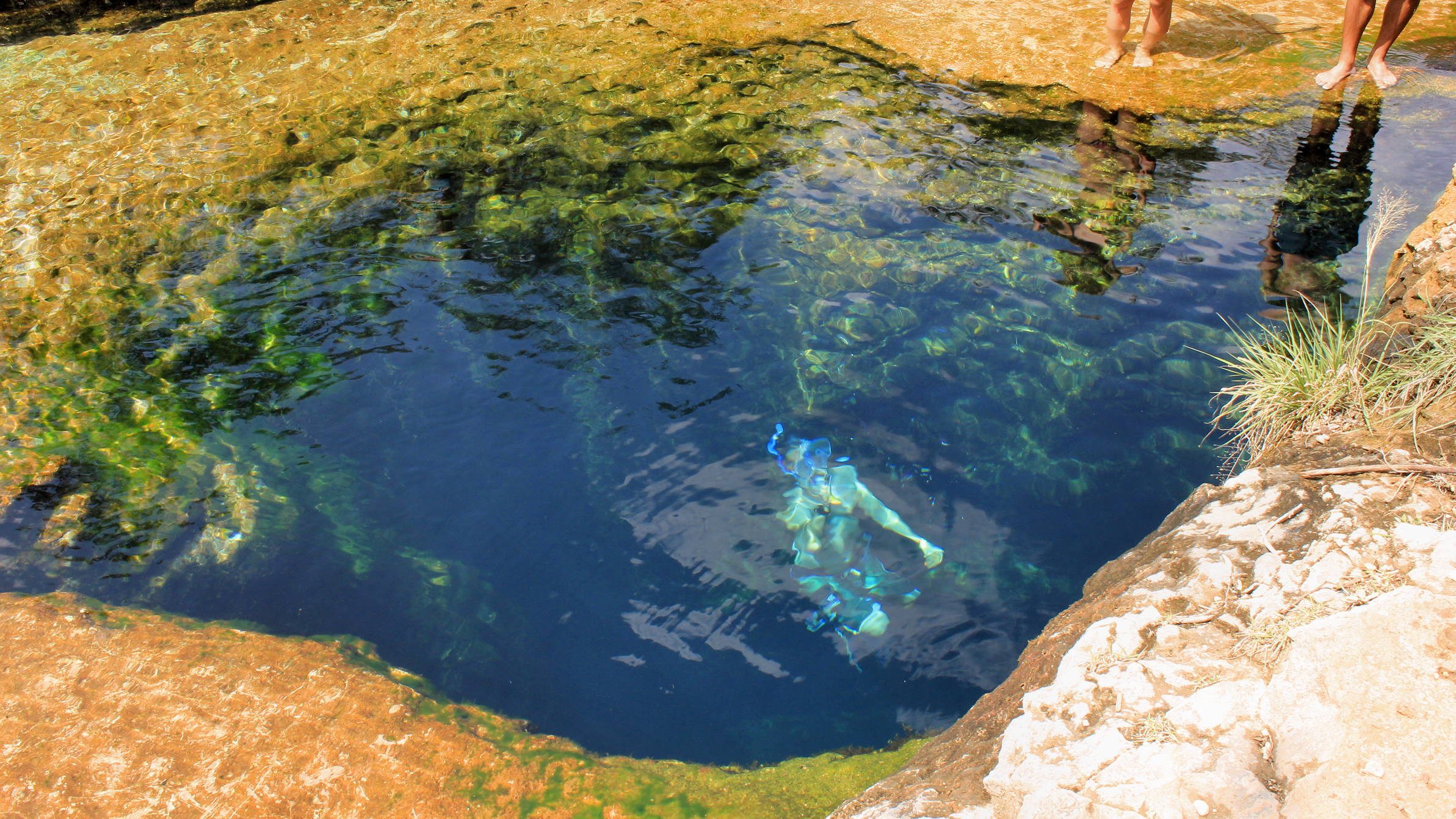
ヤコブの井戸に潜るスイマー

ヤコブの井戸（ヤコブのいど、Jacob's Well）は、アメリカ合衆国テキサス州の丘陵地帯「テキサス・ヒル・カントリー」を流れるサイプレス川の川底にある水中洞窟（カルスト泉）である。テキサス州ウィンバリー北西部に位置する。泉の開口部の直径は 12フィート（3.7メートル）あり、サイプレス川に隣接する土地のオーナーが所有し、風変わりなスイミングスポットとして用いられている。洞窟は、川底の開口部から約 30フィート（9.1メートル）垂直に下降し、狭窄した壁に仕切られた先にある沈泥で埋まる小空間を斜め下方に下り続け、最深部は 120フィート（37メートル）の深さに達する。周辺地域に広がるトリニティ帯水層から供給を受け、近年では 1924年に秒あたり 170ガロン（640リットル）の水量による 6フィート（1.8メートル）の穏やかな自噴が観測されている。
地域の開発によって、トリニティ帯水層の水位が下がり、ヤコブの井戸の流れにも影響を及ぼした。現在においては、泉の流量はサイプレス川の表面にかすかな波紋が見える程度である。記録上では、2000年に初めて泉の流れが止まり、そして2008年にも再び止まっている。現在、地域の水の保全と品質を改善するため地元自治体のヘイズ郡は、開発から泉を保護するための試みとして 2010年にヤコブの井戸の周辺の土地 50エーカー（20ヘクタール）を購入した。さらに、ウィンバリーバレー流域協会（WVWA）が管理する近隣のジェイコブスウェル自然保護公園の 31エーカーを郡に移管し、新たにウエストリッジ地域と呼ばれる 80エーカー（32ヘクタール）も移された。
ヤコブの井戸探査プロジェクトの洞窟潜水による調査と地図作成によって洞窟内は2本の主要な通路から構成されていることが分かった。1本目の通路は、表面からおよそ 4300フィート（1300メートル）で、2本目は、通路の分岐点からおよそ 1000フィート（300メートル）の長さで広がっている。この洞窟は、洞窟潜水で使用する特殊な技術や装置に対して経験の浅いダイバーにとっても魅力であるが、この場所で９人（男性8人と女性1人）の命が失われていることから「世界で最も危険なダイビングスポット」と呼ばれている。 (1964-1984)。